# Тайшин, Герман Агеевич
Герман Агеевич Тайшин (1912 — 9 апреля 1944, Симферополь) — советский партизан, подпольщик.

## Биография

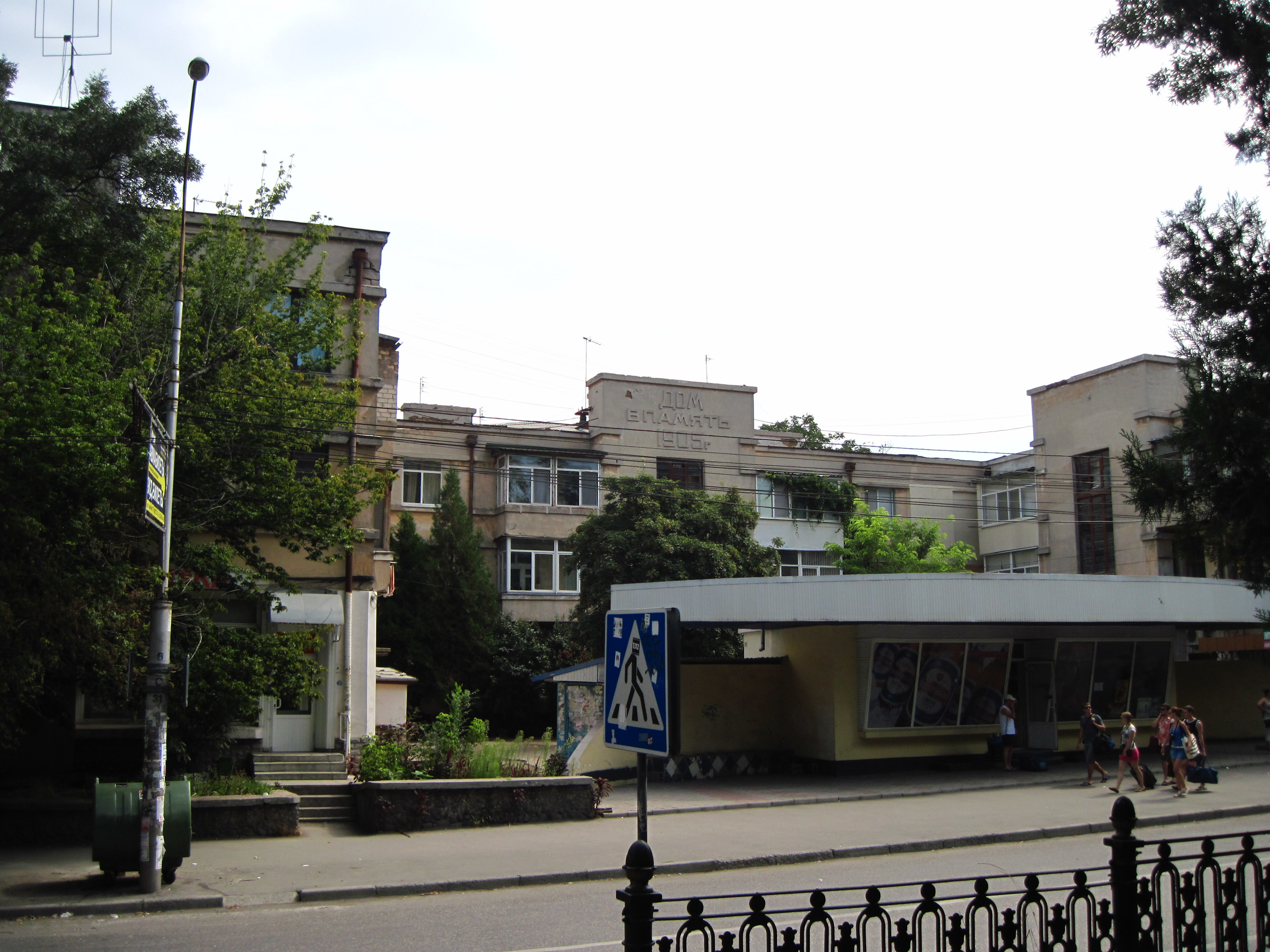
Дом в память 1905 года, где проживал Тайшин

Родился в 1912 году (по другим данным — в 1910 году). Отец — Агей Владимирович Тайшин (1885—1960), уроженец города Нерчинск. Русский, мещанин. Состоял в РСДРП. Участвовал в революции 1905—1907 годов, за что был репрессирован. Был осуждён в Чите за участие в восстании. Наказание отбывал в Якутске до 1913 года. После освобождения работал на Амурской железной дороге, а затем переехал во Владивосток. В знак признания заслуг получил квартиру в доме в память 1905 года в Симферополе, который был построен для семей революционеров. В апреле 1945 года Агей Тайшин был осуждён НКВД за антисоветские высказывания и приговорён к 10 годам исправительно-трудовых лагерей по 58-й статье.
Герман окончил семь классов школы, проживал вместе с отцом в Доме в память 1905 года. Работал шофёром на авторемонтном заводе. С началом Великой Отечественной войны был призван в РККА. Участвовал в боях на Перекопе. После оккупации полуострова присоединился к партизанскому движению. С сентября 1943 года состоял в 3-м отряде 4-й бригады Южного соединения, а с октября 1944 года 7-м отряде 4-й бригады Южного соединения.
В августе 1943 года организовал явочную квартиру Южного соединения партизанских отрядов Крыма в Симферополе в доме № 8 по улице Воровского (по другим данным на улице Петровской Балки, 206). В декабре 1943 года с отцом ушёл в лес. Был связан с подпольщицей Ольгой Шевченко. Помогал бежавшим советским военнопленным скрываться в лесу. Имел благодарность от командования за проявленное мужество и героизм. Участвовал в 19 разведывательных рейдах. Был представлен на награждение орденом Красного Знамени, но в итоге был награждён медалью «За отвагу».

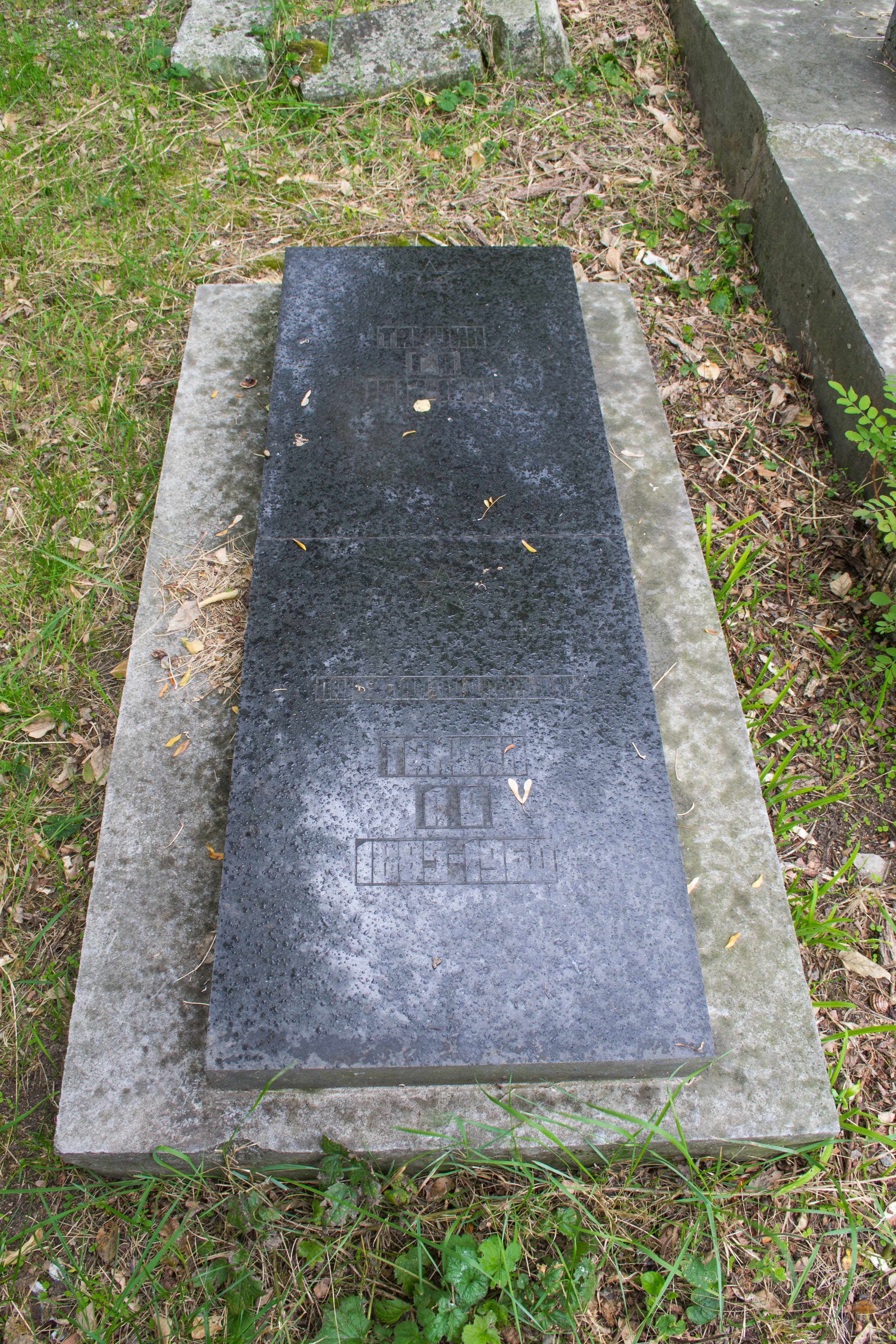
Могила Тайшина в Симферополе

Тайшин был застрелен вместе с Иваном Гнатенко 9 апреля 1944 года в ходе боя у конспиративной квартиры, где они попали в засаду. Во время перестрелки Тайшин и Гнатенко убили около 30 солдат противника.

## Память
Тело Тайшина было захоронено на военном секторе 1-го гражданского кладбища Симферополя. В 1960 году рядом с могилой был захоронен его отец. Первоначально на месте захоронения был установлен памятник в виде четырёхгранной пирамиды из инкерманского камня с надписью: «Герман Тайшин, 1912—1944, партизан-разведчик. Геройски погиб при исполнении задания в городе Симферополе».
Памятник был взят на учёт Крымским облисполкомом 5 сентября 1969 года. В 1990-х годах была произведена реконструкция кладбища и установлена новая мемориальная табличка на месте погребения. Решением Совета министров Республики Крым от 20 декабря 2016 года могила внесена в список объектов культурного наследия регионального значения.
 Объект культурного наследия народов РФ регионального значения. Рег. № 911710884070005 (ЕГРОКН)
В январе 2018 года власти Симферополя объявили о намерении присвоить одной из улиц города имя Германа Тайшина. В 2019 году на территории симферопольской школы № 26 имени М. Т. Калашникова была открыта мемориальная доска Тайшину и Гнатенко. На доске был размещён следующий текст: «9 апреля 1944 г. на ул Петровская балка у дома № 206 (102) героически погибли в жестоком бою, уничтожив более 30 карателей партизаны разведчики 7-го отряда 4-й бригады Южного соединения Герман Тайшин и Иван Гнатенко. Вечная память героям!».